# Héctor Andrés Negroni
Héctor Andrés Negroni (né le 30 janvier 1938) est un officier de l'US Air Force, historien, cadre supérieur de la défense aérospatiale, auteur et le premier portoricain diplômé de l'United States Air Force Academy. Il a été chargé par la Commission du cinquième centenaire d'Espagne d'écrire « Historia Militar de Puerto Rico » (Histoire militaire de Porto Rico).